# Live in Gdańsk
Live in Gdańsk és un àlbum en directe de David Gilmour. Forma part del seu projecte On an Island que inclou un àlbum, gira, DVD, i un àlbum en directe. Va ser editar el 22 de setembre de 2008. Una David Gilmour Signature Series Fender Stratocaster va sortir al mercat el mateix dia.

## Enregistrament
Es tracta d'un enregistrament de l'últim concert de la seva gira On an Island de 2006, on va tocar davant una audiència de 50.000 a les Drassanes de Gdańsk per a celebrar el fundació de la Solidaritat sindical. L'espectacle va comptar amb la cançó "A Great Day for Freedom", que apareix en l'àlbum d'estudi de Pink Floyd The Division Bell (1994) i va ser l'únic espectacle de la gira en incloure-la. Va ser l'últim concert realitzat per Gilmour durant els seus shows semi-acústics en 2002.
És també el final de les gravacions relacionades amb Pink Floyd que va fer Richard Wright, que va morir el 15 de setembre de 2008, una setmana abans del llançament oficial de l'àlbum. Gilmour i la seva banda van ser recolzats per l'Orquestra Filharmònica Bàltica, dirigida per Zbigniew Preisner amb Leszek Mozdzer al piano.

## Posició a les llistes
L'àlbum va debutar aconseguint la desena posició a la llist d'àlbums britànica i la 26a posició en la llista americana Billboard d'àlbums.